# Quentalia pamina
Quentalia pamina är en fjärilsart som beskrevs av William Schaus 1900. Quentalia pamina ingår i släktet Quentalia och familjen silkesspinnare. Inga underarter finns listade.